# Мёрфи, Шон (снукерист)

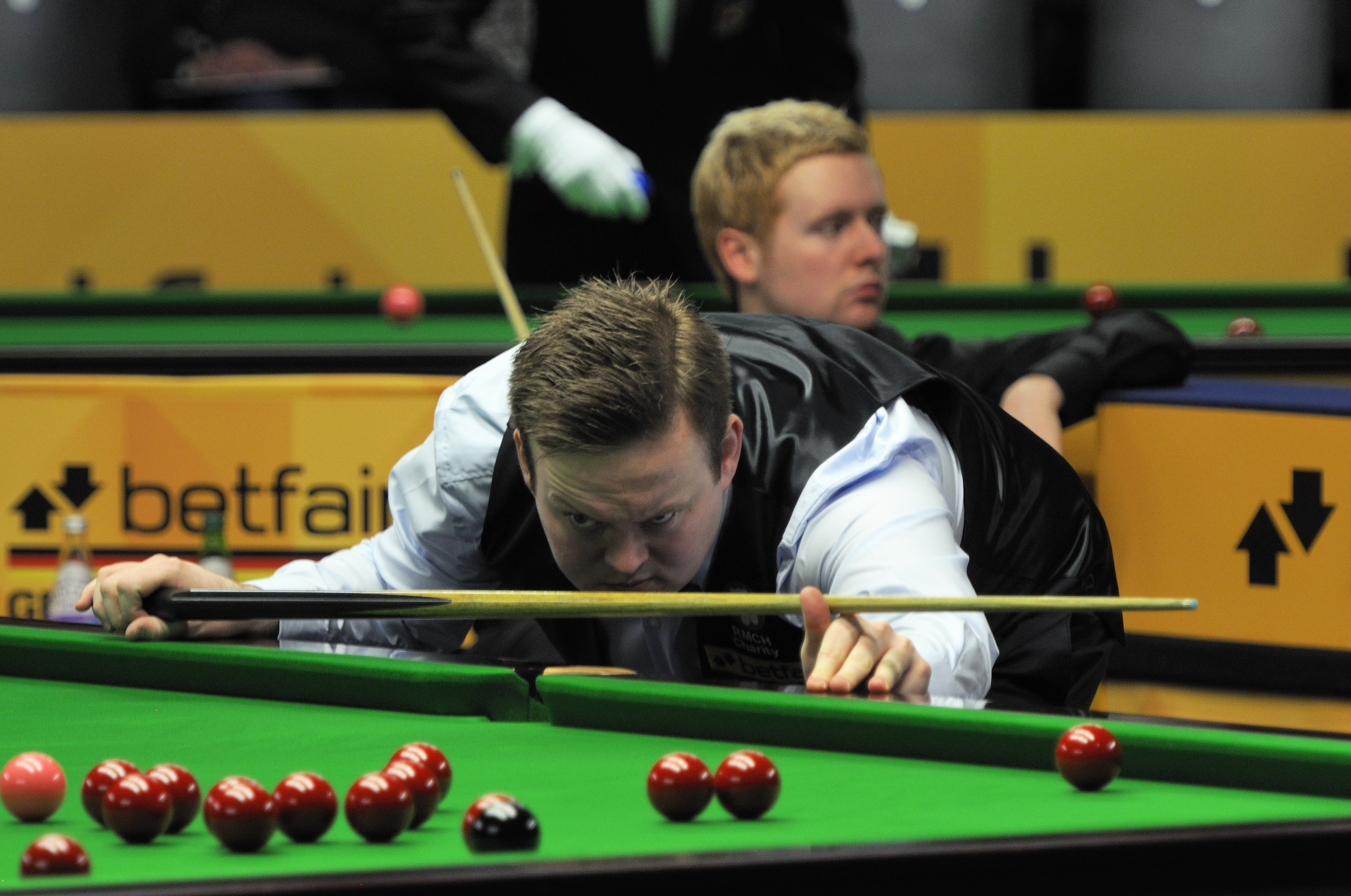
Шон Мёрфи, 2013

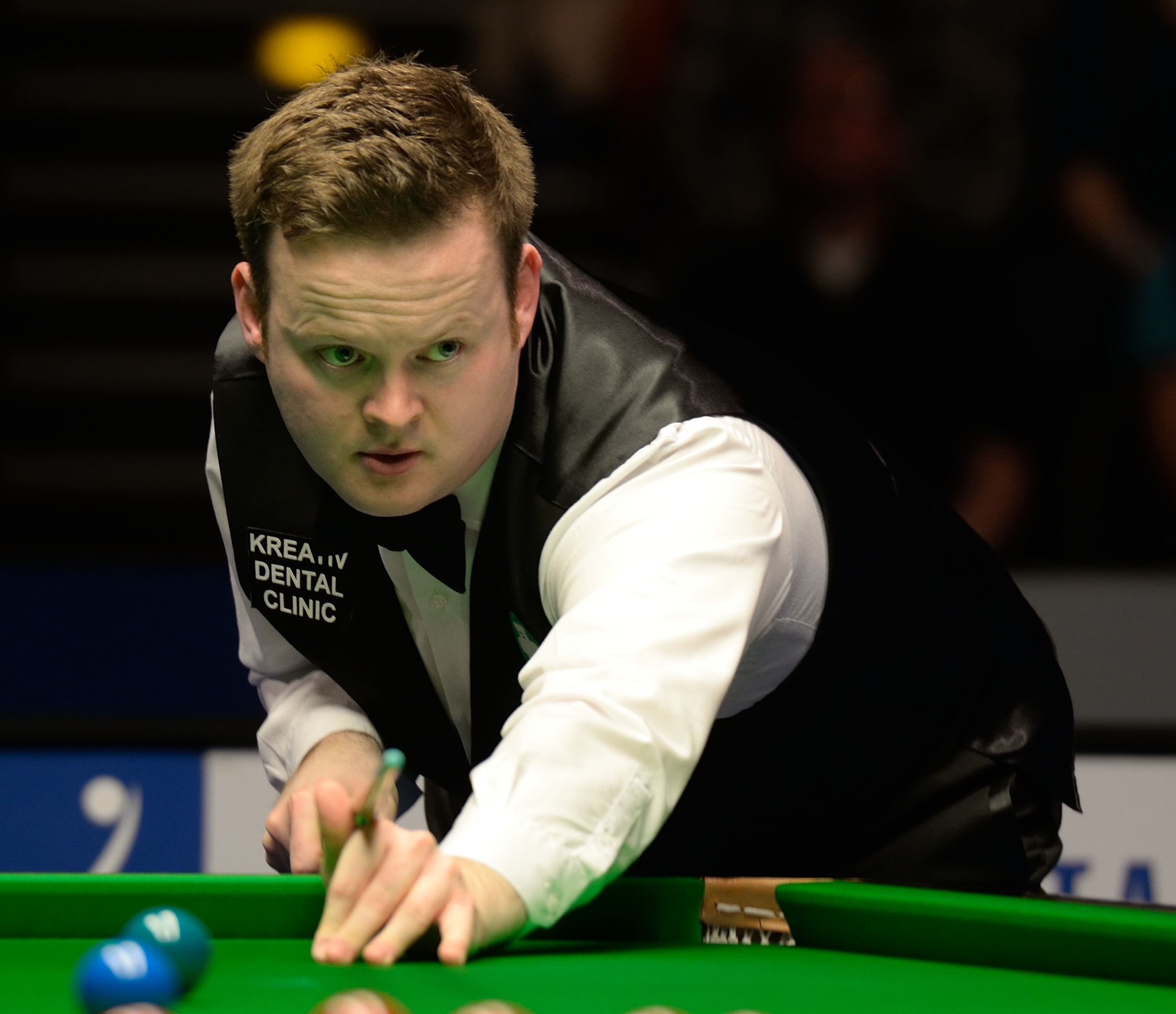
Шон Мёрфи, 2015

Шон Мёрфи (англ. Shaun Murphy, род. 10 августа 1982 года в Харлоу, Англия) — английский профессиональный игрок в снукер, чемпион мира 2005 года. Является единственным снукеристом современности, выигравшим чемпионат мира, пробившись из квалификационных раундов.
Член Зала славы снукера с 2013 года.

## Карьера

### Ранняя карьера
Мёрфи начал играть в снукер в возрасте 8 лет, когда его отец подарил ему кий, купленный на распродаже подержанных вещей. Вскоре он вступил в клуб и начал активные тренировки. В возрасте 10 лет Мёрфи сделал свой первый сенчури и выиграл первый турнир, а уже в 15 присоединился к профессионалам.
В 2000 году он выиграл Benson & Hedges Championship, тем самым получив уайлд-кард на турнир Мастерс в Лондоне. 
В 2001 году по результатам сезона 2000/01 Мёрфи получил награду Всемирной ассоциации снукера как лучший юный игрок года (Young Player of Distinction of the Year). 
12 ноября 2001 на турнире Benson & Hedges Championship Мерфи сделал свой максимальный брейк, 147 очков — мечту любого игрока в снукер.

### Чемпионат мира 2005
На чемпионате мира в Шеффилде Мёрфи на пути к финалу удалось обыграть сразу трёх чемпионов мира разных лет: Джона Хиггинса (13:8), Стива Дэвиса (13:4) и Питера Эбдона (17:12), а в финале Мёрфи обыграл Мэттью Стивенса (18:16). Таким образом, в возрасте 22 лет Мёрфи стал вторым среди самых молодых победителей чемпионата мира по снукеру после Стивена Хендри, выигравшего чемпионат в возрасте 21 года. К тому же, это второй случай после Терри Гриффитса, когда игрок, прошедший через квалификационный турнир, выиграл чемпионат мира. 
Эта победа удвоила его призовые. Мёрфи приобрёл себе Мерседес-Бенц Е-класса, а также дом, в котором теперь проживает.

### После чемпионата 2005 года
Благодаря своей победе на чемпионате мира, занимавший на тот момент место в пятом десятке мирового рейтинга игрок получил автоматический второй номер посева на все рейтинговые турниры следующего сезона и воспользовался им, чтобы закрепиться в элите: в сезоне 2005/06 он записал на свой счёт четвертьфинал турнира Malta Cup, вышел в финал Welsh Open, где проиграл Стивену Ли, но не сумел защитить свой титул чемпиона мира, проиграв в четвертьфинале Питеру Эбдону.
Мёрфи никогда не скрывал, что его цель — титул чемпиона мира и первый номер рейтинга. Завоевав вожделенный трофей, он бросился на штурм второй вершины и подошёл очень близко к ней во втором своем сезоне в топ-16: он выиграл Malta Cup-2007, обыграв по пути к финалу Рики Уолдена, Стивена Ли, Грэма Дотта, Али Картера и в финале — Райана Дэя. На следующем турнире, Welsh Open, он установил новый рекорд: четыре сенчури-брейка подряд в матче до пяти побед и обыграл опасного противника, Джейми Коупа, финалиста Гран-при 2006.
Мёрфи выходит на чемпионат мира в Шеффилде, твёрдо намереваясь пройти дальше, чем в предыдущем году. Он выигрывает первый раунд у молодого Джадда Трампа и второй — у ветерана Джона Пэррота. В четвертьфинале он вновь встречается с Мэттью Стивенсом, и вновь валлиец лидирует с большим отрывом после двух сессий. Однако железная воля Шона Мёрфи помогла ему переломить ход матча в финальной сессии и выиграть четвертьфинал, 13:12. Однако в полуфинале он уступает в контровой партии, 16:17, своему другу — Марку Селби. По итогам сезона Мёрфи занял третье место в официальном двухгодичном рейтинге и второе — в предварительном рейтинге. 
В новом сезоне Шон Мёрфи получил прозвище Мистер Стабильность: он продемонстрировал едва ли не самую ровную и успешную игру среди всех, стабильно доходя до полуфинальных стадий рейтинговых турниров. Также на его счету выигрыш Malta Cup-2008 (однако, в этом сезоне турнир стал нерейтинговым) и финал China Open, где он в напряжённейшей борьбе проиграл Стивену Магуайру. Неудивительно, что Шона Мёрфи наравне с Марком Селби и Стивеном Магуайром считают одним из главных фаворитов на чемпионате мира, однако он «удивил» всех, проиграв с разгромным счётом Алистеру Картеру в 1/8. Тем не менее, третью строчку мирового рейтинга на новый сезон «Мистер Стабильность» удержал.
Сезон 2008/09 был достаточно неоднозначным для Мёрфи, однако «Мистер стабильность» постоянно доходил до высоких стадий турниров. Он выиграл UK Championship и дошёл до финала чемпионата мира — 2009, где, правда, по всем статьям уступил Джону Хиггинсу, 9:18. Однако через неделю взял своеобразный реванш в Гранд-финале турнира World Series of Snooker. К тому же новый турнир (сезон 2009/10) этой же серии в ирландском Килларни выиграл также Мёрфи.

#### Сезон 2009/10
Мёрфи продолжил подготовку к регулярному сезону, сохранив за собой звание чемпиона Paul Hunter Classic. В финале он переиграл Джимми Уайта, 4:0. 
 На Шанхай Мастерс 2009 дошёл до полуфинала, где уступил в решающем фрейме Ляну Вэньбо, 5:6. 
Первый матч в Премьер-лиге — 2009 Мёрфи проиграл Джону Хиггинсу, 2:4. Второй также остался за соперником: на этот раз за Ронни О'Салливаном, 4:2. Третий матч, с Марко Фу, завершился убедительной победой Мёрфи, 5:1, и двумя сенчури-брейками. Со Стивеном Хендри Мёрфи сыграл вничью — 3:3. Победа над Нилом Робертсоном (4:2) дала Мёрфи шанс выход в полуфинал. Несмотря на проигрыш последнего матча (2:4) Джадду Трампу, за счёт большего числа выигранных фреймов Мёрфи вышел в полуфинал.
В финале Мёрфи обыграл чемпиона последних пяти розыгрышей — Ронни О'Салливана, 7:3.

#### Сезон 2010/11
Мёрфи начал сезон с победы на пригласительном турнире Wuxi Classic, где в финале он переиграл Дин Цзюньхуэя со счётом 9:8. Выступление в новой серии низкорейтинговых турниров Players Tour Championship было вполне успешным: на турнире Brugge Open Мёрфи одержал победу — со счётом 4:2 был повержен Мэттью Коуч, а на Ruhr Championship в финале уступил со счётом 2:4 вернувшемуся после полугодовой дисквалификации Джону Хиггинсу. Однако, не сумел отстоять завоёванный в прошлом году титул победителя Премьер-лиги: в финале он в фактически матче-реванше уступил побеждённому год назад Ронни О'Салливану с разгромным счётом 1:7. 
На чемпионате Великобритании Мёрфи дошёл до полуфинала, где, лидируя со счётом 8:6, уступил Марку Уильямсу — 8:9. Но при этом после счёта 3:6 Мёрфи выиграл 5 партий подряд и установил новый рекорд — серию в 517 безответных очков. До этого рекорд принадлежал Джону Хиггинсу: 494 безответных очка.
Ближе к концу сезона Мёрфи ещё дважды сыграл в финалах: он победил на Гранд-финале PTC и занял второе место на Championship League. Чемпионат мира для Шона закончился на стадии 1/8 — тогда он уступил Ронни О’Салливану, 10:13.

#### Сезон 2011/12
В сезоне 2011/12 Шон подтвердил своё звание стабильного игрока. Не придав серьёзного значения турнирам Players Tour Championship (из-за чего не смог принимать участие и защищать свой титул Гранд-финала PTC), он регулярно участвовал в четвертьфиналах и полуфиналах практически всех рейтинговых турниров сезона. Кроме того, сезон был отмечен победой на новом пригласительном турнире Brazilian Masters 2011, где в финале с сухим счётом 5:0 был повержен Грэм Дотт, а также финалом Мастерса, где Мёрфи уступил австралийскому снукеристу Нилу Робертсону 6:10. На Чемпионате мира Шон в первом же круге сенсационно уступил дебютанту Джейми Джонсу из Уэльса 8:10. По окончании сезона Шон Мёрфи опустился на шестую позицию мирового рейтинга (до Чемпионата мира занимал четвёртое место в предварительном рейтинге).

#### Сезон 2014/15
В январе 2015 Шон выиграл турнир Мастерс, став, таким образом, десятым за всю историю снукера обладателем тройной снукерной короны.
Вышел в финал Чемпионата мира, где уступил Стюарту Бинэму 15:18.

## Снукер и не только
Шон Мёрфи тренировался у Стива Преста. Перед своим победным чемпионатом мира Мёрфи тренировался у бывшего снукериста Джо Джонсона. Также он иногда берёт уроки у тактического гения снукера — Рэя Риардона. 
Шон продолжает работать над одним из главных своих козырей — дальними ударами; уделяет большое внимание тактической стороне игры. Шон Мёрфи считается одним из самых техничных игроков мэйн-тура и славится стойкостью характера (ему неоднократно удавались «камбэки»), чего, по странному стечению обстоятельств, он не продемонстрировал в финальном матче на чемпионате мира-2009.
Долгое время играл одним и тем же кием, но в 2013 году сменил его на модель изготовленную мастером Джоном Пэррисом. Кий Мёрфи из ясеня, 58 дюймов в длину и массой 17,25 унций. Игрок пользуется накладками Elk Master.
Мёрфи живёт в Ротерхэме. Он увлекается музыкой, хорошо играет на фортепиано; другими хобби Шона являются футбол, теннис и гольф, что неудивительно, так как его отец — бывший профессиональный игрок в гольф. Любит фильмы о Супермене и Джеймсе Бонде.
Своим любимым игроком Шон называет Стива Дэвиса и вспоминает, что в 9 лет даже гнался за своим кумиром полдороги до Шеффилда, чтобы взять автограф. Неудивительно, что любимой площадкой для игры для Мёрфи является Театр Крусибл.
В октябре 2008 года Мёрфи расстался со своей женой после трёх лет совместной жизни.
Менеджер Мёрфи — Брендан Паркер — является промоутером «Шоу Паркера», в котором принимают участие ведущие снукеристы. Это шоу представляется в разных странах мира с целью популяризации снукера.

## Финалы турниров

### Финалы рейтинговых турниров: 16 (7 побед, 9 поражений)
| Легенда                        |
| Чемпионат мира (1-2)           |
| Чемпионат Великобритании (1-1) |
| Другие (5-5)                   |

| Результат | №   | Год  | Турнир                             | Соперник по финалу | Счёт  |
| --------- | --- | ---- | ---------------------------------- | ------------------ | ----- |
| Чемпион   | 1.  | 2005 | World Snooker Championship         | Мэттью Стивенс     | 18-16 |
| Финалист  | 2.  | 2006 | Welsh Open                         | Стивен Ли          | 4–9   |
| Чемпион   | 3.  | 2007 | Malta Cup                          | Райан Дэй          | 9–4   |
| Финалист  | 4.  | 2008 | China Open                         | Стивен Магуайр     | 9–10  |
| Чемпион   | 5.  | 2008 | UK Championship                    | Марко Фу           | 10–9  |
| Финалист  | 6.  | 2009 | World Snooker Championship         | Джон Хиггинс       | 9–18  |
| Чемпион   | 7.  | 2011 | Players Tour Championship — Finals | Мартин Гоулд       | 4–0   |
| Финалист  | 8.  | 2012 | UK Championship                    | Марк Селби         | 6–10  |
| Чемпион   | 9.  | 2014 | Haikou World Open                  | Марк Селби         | 10–6  |
| Финалист  | 10. | 2015 | World Snooker Championship (2)     | Стюарт Бинэм       | 15–18 |
| Финалист  | 11. | 2015 | German Masters                     | Марк Селби         | 7–9   |
| Чемпион   | 12. | 2016 | World Grand Prix                   | Стюарт Бинэм       | 10–9  |
| Чемпион   | 13. | 2017 | Gibraltar Open                     | Джадд Трамп        | 4–2   |
| Финалист  | 14. | 2017 | China Championship                 | Лука Бресель       | 5–10  |
| Финалист  | 15. | 2017 | Пол Хантер Классик                 | Майкл Уайт         | 2–4   |
| Финалист  | 16. | 2017 | UK Championship                    | Ронни О’Салливан   | 5–10  |

### Финалы низкорейтинговых турниров: 6 (4 победы, 2 поражения)
| Результат | №  | Год  | Турнир             | Соперник по финалу | Счёт |
| --------- | -- | ---- | ------------------ | ------------------ | ---- |
| Чемпион   | 1. | 2010 | Brugge Open        | Мэттью Коуч        | 4-2  |
| Финалист  | 2. | 2010 | Ruhr Championship  | Джон Хиггинс       | 2-4  |
| Чемпион   | 3. | 2014 | Gdynia Open        | Фергал О’Брайен    | 4-1  |
| Чемпион   | 4. | 2014 | Bulgarian Open     | Мартин Гоулд       | 4-2  |
| Чемпион   | 5. | 2014 | Ruhr Open          | Роберт Милкинс     | 4-0  |
| Финалист  | 6. | 2015 | Пол Хантер Классик | Алистер Картер     | 3-4  |

### Финалы нерейтинговых турниров: 14 (8 побед, 6 поражений)
| Легенда            |
| Мастерс (1-1)      |
| Премьер-лига (1-1) |
| Другие (6-4)       |

| Результат | №   | Год  | Турнир                       | Соперник по финалу | Счёт |
| --------- | --- | ---- | ---------------------------- | ------------------ | ---- |
| Финалист  | 1.  | 1998 | UK Tour — Event 4            | Патрик Уоллес      | 4–6  |
| Чемпион   | 2.  | 2000 | Benson & Hedges Championship | Стюарт Бинэм       | 9–7  |
| Чемпион   | 3.  | 2001 | Challenge Tour — Event 3     | Эндрю Норман       | 6–3  |
| Чемпион   | 4.  | 2001 | Challenge Tour — Event 4     | Люк Симмондс       | 6–2  |
| Финалист  | 5.  | 2005 | Pot Black Cup                | Мэттью Стивенс     | 0–1  |
| Финалист  | 6.  | 2007 | Pot Black Cup (2)            | Кен Доэрти         | 0–1  |
| Чемпион   | 7.  | 2008 | Malta Cup                    | Кен Доэрти         | 9–3  |
| Чемпион   | 8.  | 2009 | Premier League Snooker       | Ронни О'Салливан   | 7–3  |
| Чемпион   | 9.  | 2010 | Wuxi Classic                 | Дин Цзюньхуэй      | 9–8  |
| Финалист  | 10. | 2010 | Premier League Snooker       | Ронни О'Салливан   | 1–7  |
| Финалист  | 11. | 2011 | Championship League          | Мэттью Стивенс     | 1–3  |
| Чемпион   | 12. | 2011 | Brazilian Masters            | Грэм Дотт          | 5–0  |
| Финалист  | 13. | 2012 | Masters                      | Нил Робертсон      | 6–10 |
| Чемпион   | 14. | 2015 | Masters                      | Нил Робертсон      | 10–2 |

### Финалы пригласительных туриниров: 5 (4 победы, 1 поражение)
| Легенда            |
| World Series (2-1) |
| Другие (2-0)       |

| Результат | №  | Год  | Турнир                                         | Соперник по финалу | Счёт |
| --------- | -- | ---- | ---------------------------------------------- | ------------------ | ---- |
| Финалист  | 1. | 2008 | World Series — Berlin event                    | Грэм Дотт          | 1-6  |
| Чемпион   | 2. | 2008 | Paul Hunter Classic                            | Марк Селби         | 4-0  |
| Чемпион   | 3. | 2009 | World Series — Grand Final                     | Джон Хиггинс       | 6-2  |
| Чемпион   | 4. | 2009 | World Series – Champion of Champions Challenge | Джимми Уайт        | 5-1  |
| Чемпион   | 5. | 2009 | Paul Hunter Classic                            | Джимми Уайт        | 4-0  |

## Выступления на турнирах
| Турнир                           | 1998/ 99      | 1999/ 00      | 2000/ 01      | 2001/ 02      | 2002/ 03      | 2003/ 04      | 2004/ 05      | 2005/ 06      | 2006/ 07      | 2007/ 08      | 2008/ 09      | 2009/ 10      | 2010/ 11         | 2011/ 12         | 2012/ 13         | 2013/ 14         | 2014/ 15         | 2015/ 16         | 2016/ 17 | 2017/ 18 |
| -------------------------------- | ------------- | ------------- | ------------- | ------------- | ------------- | ------------- | ------------- | ------------- | ------------- | ------------- | ------------- | ------------- | ---------------- | ---------------- | ---------------- | ---------------- | ---------------- | ---------------- | -------- | -------- |
| Рейтинг                          | —             | 147           | 151           | 169           | 72            | 64            | 48            | 21            | 5             | 3             | 3             | 3             | 7                | 7                | 6                | 4                | 7                | 6                | 4        | 8        |
| Рейтинговые турниры              |               |               |               |               |               |               |               |               |               |               |               |               |                  |                  |                  |                  |                  |                  |          |          |
| Рига Мастерс                     | Не проводился | Не проводился | Не проводился | Не проводился | Не проводился | Не проводился | Не проводился | Не проводился | Не проводился | Не проводился | Не проводился | Не проводился | Не проводился    | Не проводился    | Не проводился    | Не проводился    | НРТ              | НРТ              | —        | 1/64     |
| China Championship               | Не проводился | Не проводился | Не проводился | Не проводился | Не проводился | Не проводился | Не проводился | Не проводился | Не проводился | Не проводился | Не проводился | Не проводился | Не проводился    | Не проводился    | Не проводился    | Не проводился    | Не проводился    | Не проводился    | НТ       | Ф        |
| Пол Хантер Классик               | Не проводился | Не проводился | Не проводился | Не проводился | Не проводился | Не проводился | Нерейтинговый | Нерейтинговый | Нерейтинговый | Нерейтинговый | Нерейтинговый | Нерейтинговый | Низкорейтинговый | Низкорейтинговый | Низкорейтинговый | Низкорейтинговый | Низкорейтинговый | Низкорейтинговый | —        | Ф        |
| Indian Open                      | Не проводился | Не проводился | Не проводился | Не проводился | Не проводился | Не проводился | Не проводился | Не проводился | Не проводился | Не проводился | Не проводился | Не проводился | Не проводился    | Не проводился    | Не проводился    | ПК               | —                | НП               | 1/2      | 1/8      |
| World Open                       | ПК            | —             | —             | ПК            | ПК            | 1/8           | 1/32          | 1/8           | ГР            | 1/2           | 1/16          | 1/16          | ПК               | 1/4              | 1/8              | П                | НП               | НП               | 1/4      | 1/32     |
| Shanghai Masters                 | Не проводился | Не проводился | Не проводился | Не проводился | Не проводился | Не проводился | Не проводился | Не проводился | Не проводился | 1/16          | 1/16          | 1/2           | 1/8              | 1/4              | 1/2              | 1/8              | 1/8              | 1/8              | 1/16     | 1/64     |
| European Masters                 | Не проводился | Не проводился | Не проводился | ПК            | ПК            | ПК            | 1/16          | 1/8           | П             | НРТ           | Не проводился | Не проводился | Не проводился    | Не проводился    | Не проводился    | Не проводился    | Не проводился    | Не проводился    | 1/16     | 1/64     |
| English Open                     | Не проводился | Не проводился | Не проводился | Не проводился | Не проводился | Не проводился | Не проводился | Не проводился | Не проводился | Не проводился | Не проводился | Не проводился | Не проводился    | Не проводился    | Не проводился    | Не проводился    | Не проводился    | Не проводился    | 1/32     | 1/8      |
| International Championship       | Не проводился | Не проводился | Не проводился | Не проводился | Не проводился | Не проводился | Не проводился | Не проводился | Не проводился | Не проводился | Не проводился | Не проводился | Не проводился    | Не проводился    | 1/2              | 1/32             | 1/16             | 1/8              | 1/4      | 1/8      |
| Northern Ireland Open            | Не проводился | Не проводился | Не проводился | Не проводился | Не проводился | Не проводился | Не проводился | Не проводился | Не проводился | Не проводился | Не проводился | Не проводился | Не проводился    | Не проводился    | Не проводился    | Не проводился    | Не проводился    | Не проводился    | 1/64     | 1/64     |
| UK Championship                  | 1/48          | —             | —             | 1/64          | 1/40          | 1/40          | 1/32          | 1/8           | 1/16          | 1/2           | П             | 1/8           | 1/2              | 1/4              | Ф                | 1/8              | 1/8              | 1/8              | 1/2      | Ф        |
| Scottish Open                    | ПК            | —             | —             | ПК            | 1/48          | 1/32          | Не проводился | Не проводился | Не проводился | Не проводился | Не проводился | Не проводился | Не проводился    | Не проводился    | НРТ              | НП               | НП               | НП               | 1/64     | 1/64     |
| German Masters                   | НР            | Не проводился | Не проводился | Не проводился | Не проводился | Не проводился | Не проводился | Не проводился | Не проводился | Не проводился | Не проводился | Не проводился | 1/8              | 1/2              | 1/4              | 1/8              | Ф                | 1/16             | 1/32     | 1/2      |
| World Grand Prix                 | Не проводился | Не проводился | Не проводился | Не проводился | Не проводился | Не проводился | Не проводился | Не проводился | Не проводился | Не проводился | Не проводился | Не проводился | Не проводился    | Не проводился    | Не проводился    | Не проводился    | НР               | П                | 1/4      | 1/4      |
| Welsh Open                       | 1/83          | —             | —             | 1/24          | 1/64          | 1/40          | 1/32          | Ф             | 1/4           | 1/2           | 1/4           | 1/16          | 1/16             | 1/2              | 1/16             | 1/16             | 1/32             | 1/16             | 1/32     | 1/64     |
| Gibraltar Open                   | Не проводился | Не проводился | Не проводился | Не проводился | Не проводился | Не проводился | Не проводился | Не проводился | Не проводился | Не проводился | Не проводился | Не проводился | Не проводился    | Не проводился    | Не проводился    | Не проводился    | Не проводился    | НРТ              | П        | 1/64     |
| Players Tour Championship Finals | Не проводился | Не проводился | Не проводился | Не проводился | Не проводился | Не проводился | Не проводился | Не проводился | Не проводился | Не проводился | Не проводился | Не проводился | П                | ПК               | ПК               | 1/8              | 1/8              | 1/2              | 1/16     |          |
| China Open                       | 1/99          | —             | —             | 1/64          | НП            | НП            | 1/24          | 1/16          | 1/4           | Ф             | 1/4           | 1/16          | 1/2              | 1/16             | 1/2              | 1/8              | 1/4              | 1/16             | 1/4      |          |
| World Championship               | 1/131         | 1/80          | 1/84          | 1/16          | 1/16          | 1/32          | П             | 1/4           | 1/2           | 1/8           | Ф             | 1/4           | 1/8              | 1/16             | 1/4              | 1/4              | Ф                | 1/16             | 1/8      |          |

| П                   | Игрок одержал победу на турнире                                                                  | Игрок одержал победу на турнире                                                                  |
| Ф                   | Игрок проиграл в финале турнира                                                                  | Игрок проиграл в финале турнира                                                                  |
| 1/2                 | Игрок проиграл в 1/2 финала (в полуфинале) турнира (когда в турнире оставалось 4 участника)      | Игрок проиграл в 1/2 финала (в полуфинале) турнира (когда в турнире оставалось 4 участника)      |
| 1/4                 | Игрок проиграл в 1/4 финала (в четвертьфинале) турнира (когда в турнире оставалось 8 участников) | Игрок проиграл в 1/4 финала (в четвертьфинале) турнира (когда в турнире оставалось 8 участников) |
| 1/6                 | Игрок проиграл в 1/6 финала турнира (когда в турнире оставалось 12 участников)                   | Игрок проиграл в 1/6 финала турнира (когда в турнире оставалось 12 участников)                   |
| 1/8                 | Игрок проиграл в 1/8 финала турнира (когда в турнире оставалось 16 участников)                   | Игрок проиграл в 1/8 финала турнира (когда в турнире оставалось 16 участников)                   |
| 1/16                | Игрок проиграл в 1/16 финала турнира (когда в турнире оставалось 32 участника)                   | Игрок проиграл в 1/16 финала турнира (когда в турнире оставалось 32 участника)                   |
| 1/24                | Игрок проиграл в 1/24 финала турнира (когда в турнире оставалось 48 участников)                  | Игрок проиграл в 1/24 финала турнира (когда в турнире оставалось 48 участников)                  |
| 1/32                | Игрок проиграл в 1/32 финала турнира (когда в турнире оставалось 64 участников)                  | Игрок проиграл в 1/32 финала турнира (когда в турнире оставалось 64 участников)                  |
| 1/40                | Игрок проиграл в 1/40 финала турнира (когда в турнире оставалось 80 участников)                  | Игрок проиграл в 1/40 финала турнира (когда в турнире оставалось 80 участников)                  |
| 1/48                | Игрок проиграл в 1/48 финала турнира (когда в турнире оставалось 96 участников)                  | Игрок проиграл в 1/48 финала турнира (когда в турнире оставалось 96 участников)                  |
| 1/64                | Игрок проиграл в 1/64 финала турнира (когда в турнире оставалось 128 участников)                 | Игрок проиграл в 1/64 финала турнира (когда в турнире оставалось 128 участников)                 |
| ГР                  | Игрок проиграл на групповой стадии турнира                                                       | Игрок проиграл на групповой стадии турнира                                                       |
| ДР                  | Игрок проиграл в дополнительном турнира                                                          | Игрок проиграл в дополнительном турнира                                                          |
| ПР                  | Игрок проиграл в предварительном раунде                                                          | Игрок проиграл в предварительном раунде                                                          |
| 1/64                | Игрок проиграл в указанном раунде, который являлся квалификационным                              | Игрок проиграл в указанном раунде, который являлся квалификационным                              |
| ПК                  | Игрок проиграл в предварительной квалификации турнира                                            | Игрок проиграл в предварительной квалификации турнира                                            |
| КГР                 | Игрок проиграл в квалификационном групповом раунде турнира                                       | Игрок проиграл в квалификационном групповом раунде турнира                                       |
| 1/64                | Игрок снялся с турнира перед матчем указанного раунда                                            | Игрок снялся с турнира перед матчем указанного раунда                                            |
| —                   | Игрок не принимал участие в турнире                                                              | Игрок не принимал участие в турнире                                                              |
| НП                  | Турнир не проходил в указанном сезоне                                                            | Турнир не проходил в указанном сезоне                                                            |
| РТ                  | В указанном сезоне турнир являлся рейтинговым                                                    | В указанном сезоне турнир являлся рейтинговым                                                    |
| НТ                  | В указанном сезоне турнир являлся нерейтинговым                                                  | В указанном сезоне турнир являлся нерейтинговым                                                  |
| НРТ                 | В указанном сезоне турнир являлся низкорейтинговым                                               | В указанном сезоне турнир являлся низкорейтинговым                                               |
| Сотенные серии      |                                                                                                  |                                                                                                  |
|                     | Больше 20 сотенных серий                                                                         |                                                                                                  |
|                     | Больше 30 сотенных серий                                                                         |                                                                                                  |
|                     | Больше 40 сотенных серий                                                                         |                                                                                                  |
|                     | Больше 50 сотенных серий                                                                         |                                                                                                  |
|                     | Больше 60 сотенных серий                                                                         |                                                                                                  |
| 55                  | Находился в топ-5 лидеров сезона по этому показателю                                             |                                                                                                  |
| 55                  | Лидер сезона по этому показателю                                                                 |                                                                                                  |
| Призовые деньги (£) |                                                                                                  |                                                                                                  |
|                     | Больше £100,000                                                                                  |                                                                                                  |
|                     | Больше £200,000                                                                                  |                                                                                                  |
|                     | Больше £300,000                                                                                  |                                                                                                  |
|                     | Больше £400,000                                                                                  |                                                                                                  |
|                     | Больше £500,000                                                                                  |                                                                                                  |
|                     | Больше £600,000                                                                                  |                                                                                                  |
| 400,000             | Находился в топ-5 лидеров сезона по этому показателю                                             |                                                                                                  |
| 400,000             | Лидер сезона по этому показателю                                                                 |                                                                                                  |

1. ↑  Новички мэйн-тура не имеют рейтинга
2. ↑  Ранее турнир назывался Riga Open (2014/2015-2015/2016)
3. ↑  Ранее турнир назывался LG Cup (2001/2002-2003/2004) и Гран-при (1998/1999-2000/2001 and 2004/2005-2009/2010)
4. ↑  Турнир также назывался Players Championship (2003/2004)
5. ↑  Ранее турнир назывался China International (1998/1999)

## Максимальные брейки Шона Мерфи
| №  | Год  | Турнир                       | Соперник       | Прим. |
| -- | ---- | ---------------------------- | -------------- | ----- |
| 1. | 2001 | Benson & Hedges Championship | Эдриан Роса    |       |
| 2. | 2014 | Championship League          | Марк Дэвис     |       |
| 3. | 2014 | Gdynia Open                  | Джейми Джонс   |       |
| 4. | 2014 | Ruhr Open                    | Роберт Милкинс |       |
| 5. | 2016 | European Masters             | Аллан Тэйлор   |       |
| 6. | 2020 | German Masters               | Чень Зифань    |       |
| 7. | 2023 | Welsh Open                   | Дэниел Уэллс   |       |
| 8. | 2023 | Shoot-Out                    | Булчу Ревес    |       |

## Серийность
| Season    | Centuries | CP | Frames/Centuries | FP | Highest Break | Frames/70’s (70/F*100 %) | Frames/50’s (50/F*100 %) | Rank |
| --------- | --------- | -- | ---------------- | -- | ------------- | ------------------------ | ------------------------ | ---- |
| 1998—1999 | 2         | 78 | 104              | 73 | 111           |                          |                          | F    |
| 1999—2000 | 3         | 42 | 23,67            | 12 | 133           |                          |                          | F    |
| 2000—2001 | 12        | 9  | 16,25            | 4  | 135           |                          |                          | E    |
| 2001—2002 | 13        | 11 | 22               | 13 | 147           |                          |                          | D-   |
| 2002—2003 | 8         | 20 | 27,13            | 20 | 138           |                          |                          | F    |
| 2003—2004 | 7         | 37 | 28,43            | 40 | 138           |                          |                          | F    |
| 2004—2005 | 21        | 5  | 13,19            | 7  | 144           |                          |                          | D    |
| 2005—2006 | 17        | 5  | 14,82            | 7  | 139           | 5,48 (18,2 %)            | 3,07 (32,6 %)            | C    |
| 2006—2007 | 17        | 6  | 15,29            | 11 | 135           | 5,53 (18,1 %)            | 3,13 (31,9 %)            | D    |
| 2007—2008 | 24        | 7  | 17,67            | 14 | 144           |                          |                          | C    |
| 2008—2009 | 17        | 11 | 18,06            | 16 | 137           | 5,9 (16,9 %)             | 3,13 (31,9 %)            | D    |
| 2009—2010 | 19        | 7  | 13,47            | 5  | 134           | 5,33 (18,8 %)            | 2,91 (34,4 %)            | C    |
| 2010—2011 | 36        | 6  | 18,11            | 17 | 140           | 5,22 (19,2 %)            | 2,83 (35,3 %)            | C    |
| 2011—2012 | 34        | 6  | 16,03            | 12 | 143           | 5,14 (19,5 %)            | 2,77 (36,1 %)            | C    |
| 2012—2013 | 33        | 8  | 16,55            | 11 | 145           | 4,96 (20,2 %)            | 2,92 (34,2 %)            | C    |
| 2013—2014 | 41        | 7  | 15,15            | 7  | 147(2)        | 4,6 (21,7 %)             | 2,55 (39,2 %)            | A-   |
| 2014—2015 | 52        | 3  | 10,73            | 4  | 147           | 4,1 (24,4 %)             | 2,25 (44,4 %)            | U    |
| 2015—2016 | 25        | 13 | 15,08            | 12 | 136           | 3,89 (25,7 %)            | 2,6 (38,5 %)             | B+   |
| 2016—2017 | 37        | 9  | 13,49            | 10 | 147           | 4,58 (21,8 %)            | 2,63 (38 %)              | B+   |
| 2017—2018 | 39        | 10 | 13,67            | 19 | 138(2)        | 4,77 (21 %)              | 2,65 (37,8 %)            | B-   |
| 2018—2019 | 28        | 16 | 10,46            | 7  | 141           | 5,05 (19,8 %)            | 2,9 (34,5 %)             | B    |

| Обозначения** |
| Менее 35 % тура показывает подобный уровень серийности или выше (F/70’s = 5,51 — 7 \|\| F/50’s = 2,91 — 3,3).    |
| Менее 20 % тура показывает подобный уровень серийности или выше (F/70’s = 4,71 — 5,5 \|\| F/50’s = 2,61 — 2,9).  |
| Менее 10 % тура показывает подобный уровень серийности или выше (F/70’s = 4 — 4,7 \|\| F/50’s = 2,36 — 2,6).     |
| Менее 5 % тура показывает подобный уровень серийности или выше (F/70’s = 3,71 — 3,99 \|\| F/50’s = 2,21 — 2,35). |

Centuries — количество сотенных серий за сезон.
CP — место по количеству сотенных серий относительно других игроков.
Frames/Centuries — количество фреймов, затраченных на выполнение одной сотенной серии.
FP — место по количеству фреймов, затраченных на выполнение одной сотенной серии, относительно других игроков.
Highest Break — наивысший брейк.
Frames/70’s (70/F*100 %) — количество фреймов, затраченных на выполнение одного брейка в 70 и более очков, а также процент фреймов, проведённых с такой серией.
Frames/50’s (50/F*100 %) — количество фреймов, затраченных на выполнение одного брейка в 50 и более очков, а также процент фреймов, проведённых с такой серией.
Rank — общий уровень серийности на основании всех показателей (F , E , D, C — высокая, B — очень высокая, A — выдающаяся, U, S).
* При подсчёте места учитываются только те игроки, кто сыграл за сезон 100 фреймов и более.
** Все сравнения сделаны относительно уровня игры в снукер 2011—2019 годов.